# Addie McPhail
Addie Oakley Dukes (White Plains, 15 luglio 1905 – Canoga Park, 14 aprile 2003) è stata un'attrice statunitense, meglio nota con il cognome del primo marito, McPhail.

## Biografia
Dal primo marito, il pianista e compositore Lindsay McPhail, ebbe una figlia, Marilyn. Nel 1932 sposò in seconde nozze Roscoe "Fatty" Arbuckle, di cui fu la terza ed ultima moglie: Arbuckle morì un anno dopo il matrimonio. Recitò in una sessantina di pellicole tra il 1927 e il 1941. 

## Filmografia parziale
- A New York si fa così (Anybody Here Seen Kelly?), regia di William Wyler (1928)
- Il benemerito spiantato (Night Work), regia di Russell Mack (1930)
- The Three Sisters, regia di Paul Sloane (1930)
- Aloha, regia di Albert S. Rogell (1931)
- Girls Demand Excitement, regia di Seymour Felix (1931)